# Il vizio preferito di mia moglie
Il vizio preferito di mia moglie è un film pornografico del 1988, diretto da Giorgio Grand.

## Trama
La signora Ferroni perpetra una serie di ricatti a sfondo sessuale ai danni di facoltosi e ricchi personaggi.

## Produzione
Seconda pellicola (dopo Una moglie molto infedele, di quattro complessive, esclusi i film di rimontaggio) hardcore di Lilli Carati, annovera tra gli attori del cast i già affermati nel settore Rocco Siffredi e Christoph Clark.
Nel film sono presenti rapporti anali in una scena girata da Lynn Armitage in arte Lady Godiva (Lilli Carati, nella sua carriera hardcore non si presterà mai a tale pratica) e sono presenti parecchi rapporti orali: in quegli anni, la fellatio era la pratica sessuale più desiderata dagli spettatori e costituiva un tabù comune tra le donne.
A proposito della pellicola, anni più tardi, il regista Giorgio Grand ha dichiarato che il film in questione, assieme al precedente Una moglie molto infedele fu un grande successo di pubblico grazie alla scelta come attrice protagonista proprio di Lilli Carati, già nota in passato. In verità, sempre secondo quanto dichiarato da Grand, lei non era affatto adeguata per le scene hard e l'unico motivo per cui era disposta a realizzarle era esclusivamente per poter pagare la droga, vortice in cui già qualche anno prima era entrata.